# Brigita Šuler
Brigita Šuler, född 30 oktober 1976, är en slovensk sångare. Hon har släppt två studioalbum. År 2006 kom Do zore och år 2010 kom Ne dam srca. Hon har deltagit i Sloveniens nationella uttagning till Eurovision Song Contest tre gånger. År 2008 deltog hon med låten "Samara" och kom på tredje plats. Låten var även med i OGAE Second Chance Contest det året och kom på elfte plats. År 2009 deltog hon med låten "Druga liga" och kom på sista plats av fjorton bidrag. År 2010 deltog hon med låten "Para me" och kom på åttonde plats.

## Diskografi

### Album
- 2006 - Do zore
- 2010 - Ne dam srce